# Фріц Бауман
Фріц Бауман (нім. Fritz Baumann; 3 травня 1886, Базель — 9 жовтня 1942, Базель) — швейцарський художник.

## Життєпис
Фріц Бауман народився на півночі Швейцарії, в Базелі, тут же отримав і художню освіту. Свої твори створював в різних мальовничих стилях, проте найцікавіші його роботи як майстра експресіонізму. Ф. Бауман був людиною з нестійкою психікою. Одержимий депресією, він знищив значну частину своїх картин, створених в 1916—1920 роки, кинувши їх в Рейн.
Бауман є одним із засновників Базельської художньої групи «Нове життя (Das Neue Leben)». Серед найближчих його друзів-художників слід назвати Арнольда Брюггера і Отто Мораха. 9 жовтня 1942 року, перебуваючи в стані важкої депресії, Ф. Бауман кінчає життя самогубством.